# Coldbath Fields

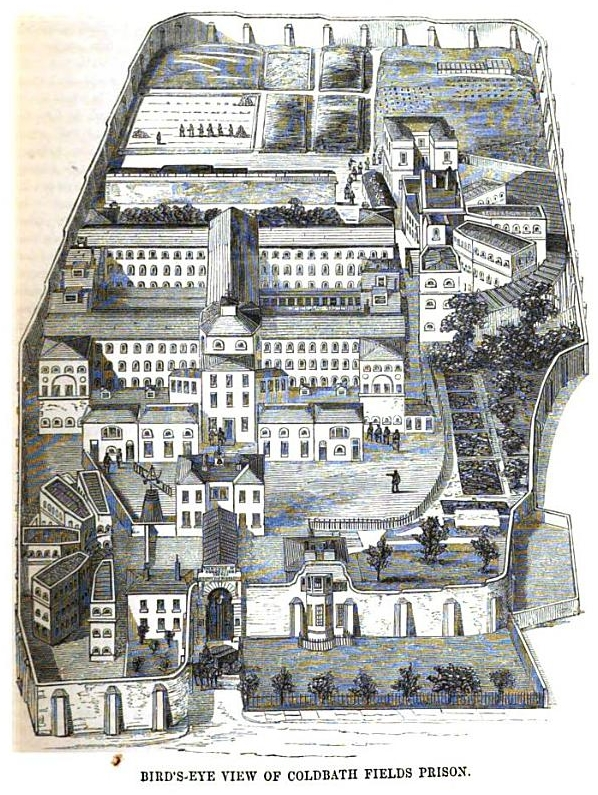
Das Gefängnis Coldbath Fields, aus dem Buch The criminal prisons of London, and scenes of prison life von Henry Mayhew und John Binny (1864)

Coldbath Fields war ein Gefängnis am heutigen  Coldbath Square im Stadtteil Clerkenwell des nördlichen Londoner Bezirks Islington.

## Beschreibung
Das städtische Gefängnis bestand seit dem 17. Jahrhundert, wurde 1794 umgebaut und während des 19. Jahrhunderts, als Australien zunehmend die Aufnahme englischer Strafgefangener verweigerte, erweitert, so dass es in 520 Zellen etwa 1.000 Gefangene aufnahm. Inhaftiert waren bis zur Umwandlung in ein Männergefängnis im Jahr 1850 Untersuchungshäftlinge und Kurzzeitgefangene jeglichen Alters und Geschlechts, darunter ca. 300 Kinder zwischen 9 und 17 Jahren.
Coldbath Fields war für seine physisch und mental harten Bedingungen bekannt, dabei allerdings moderner als das Londoner Newgate-Gefängnis. Dazu wurde ein Schweigesystem (silent system), das jegliche Unterhaltung mit Mitgefangenen verbot und ein Einzelhaftsystem (separate system), das den Inhaftierten beständig über seine Tat nachdenken lassen sollte, mit harter Arbeit (als Strafe) kombiniert. Die repressive Behandlung sollte eine Buße sein und der Abschreckung dienen.
Die Gefangenen wurden nach Delikten sowie 5 Rückfälligkeitsstufen eingeteilt, wobei weitere Rückfälle unabhängig vom Alter zu Deportation nach Botany Bay, Inhaftierung im Millbank Gefängnis oder Hinrichtung führten.

## Arbeit
Je nach Schuldigkeitsgrad hatten die Gefangenen für mehrere Stunden eine von Sir William Cubitt entwickelte große Tretmühle (Threatwheel) zu bedienen die als Getreidemühle bzw. Wasserpumpe diente und bis 1884 in Betrieb war. Sechsstündiges Treten war gleichbedeutend mit der Überwindung von 2800 m Höhenunterschied da die große Trommel nur etwa 20–30 Umdrehungen pro Minute erreichte und die Arbeit wegen des weiten Abstandes der Schwellen einer Bergbesteigung ähnelte.
Neben gefängnisüblichen Tätigkeiten in Wäscherei, Gärtnerei und Krankenstation bestand eine weitere Arbeit im Verarbeiten alter Seile zu Werg für das spätere Kalfatern von Schiffen. Arbeitsverweigerer wurden deportiert oder mit Auspeitschung, 'In Eisen legen', vollständiger Einzelhaft und anderem bestraft. Das Brechen des Schweigegebots führte zu 14-tägiger Einzelhaft.
Im viktorianischen England sollte durch Gefängnisarbeit keine Konkurrenz zum Arbeitsmarkt entstehen, weshalb häufig auch nutzlose Arbeiten, wie das Leerlaufen der Tretmühle verrichtet wurden.

## Schließung
Im Zuge der Gefängnisreformen 1865 und 1877 wurde die Einrichtung bis zu ihrer Schließung 1889 zum Staatsgefängnis 'HMP Coldbath Fields' (=Her Majesty’s Prison).
Auf dem Areal des Gefängnisses, das 1889 von der Königlichen Post übernommen wurde, steht heute die größte automatische Sortieranlage des Vereinigten Königreichs, das 'Mount Pleasant Postal service sorting office' das noch immer die Größe der Anlage ermessen lässt.